# Beni Hassen
Beni Hassen (in arabo بني حسان‎?) è una città  della Tunisia.
Fa parte del governatorato di Monastir ed è capoluogo della delegazione omonima, che conta 12 650 abitanti.  La città conta 8 053 abitanti.